# Basitoxus
Basitoxus is een kevergeslacht uit de familie van de boktorren (Cerambycidae). De wetenschappelijke naam van het geslacht werd voor het eerst geldig gepubliceerd in 1832 door Audinet-Serville.

## Soorten
Basitoxus is monotypisch en omvat slechts de volgende soort:
- Basitoxus megacephalus (Germar, 1824)